# Buland Darwaza
Buland Darwaza (en hindi: बुलंद दरवाज़ा, en urdu: بُلند دروازه‎, literalmente «muro alto» o «gran puerta») es una puerta monumental construida en el año 1601 por el emperador mogol Akbar para conmemorar su victoria sobre Guyarat. Es la entrada principal al palacio de Fatehpur Sikri, que está situado a 43 km de Agra, India. Buland Darwaza es la puerta más alta del mundo y es un ejemplo de la arquitectura mogol. No era parte del diseño original de la Jama Masjid, sino que fue erigida por Akbar para celebrar su conquista de Guyarat y expresar la grandeza de su imperio.

## Arquitectura

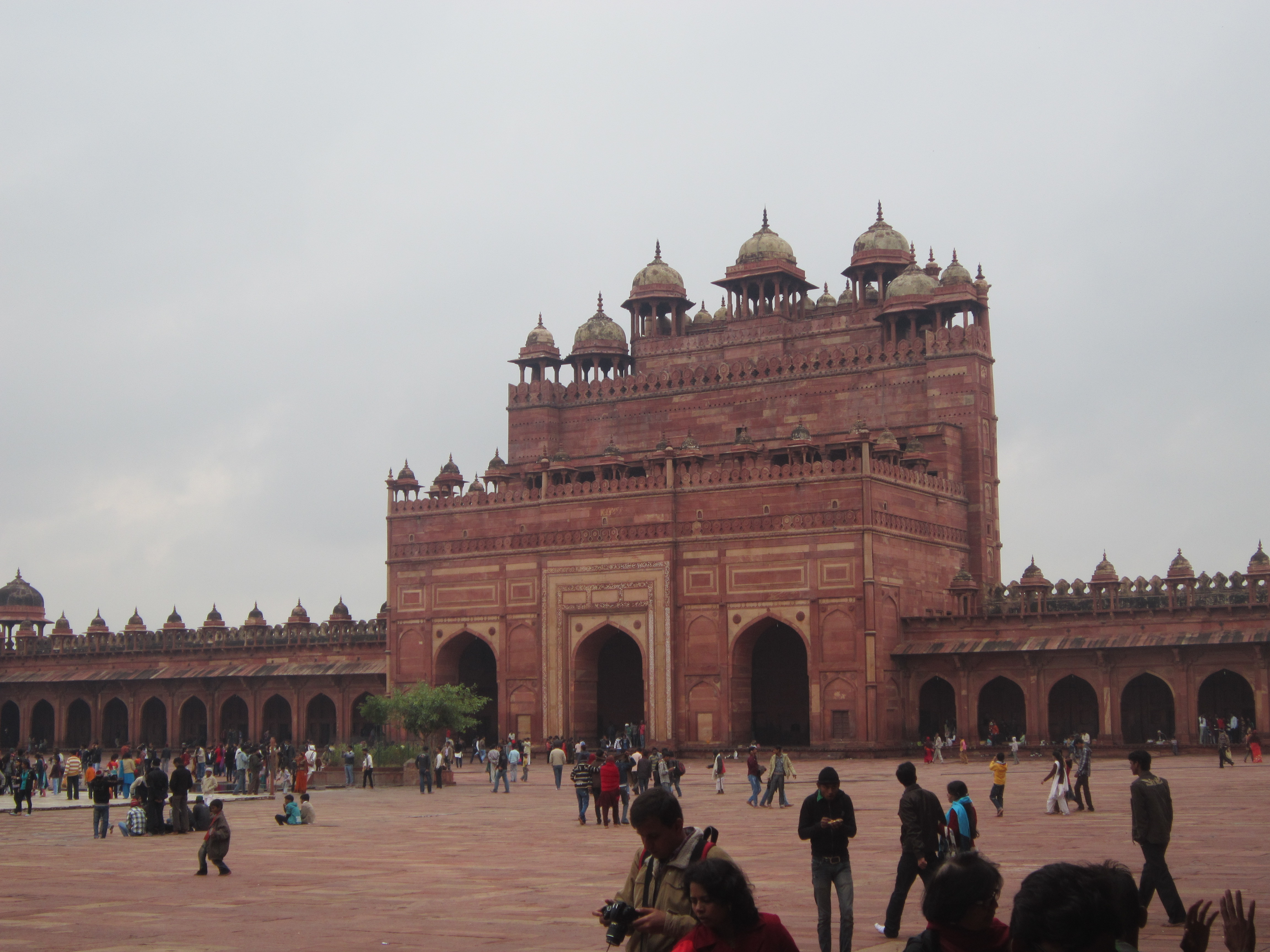
Parte trasera de Buland Darwaza.

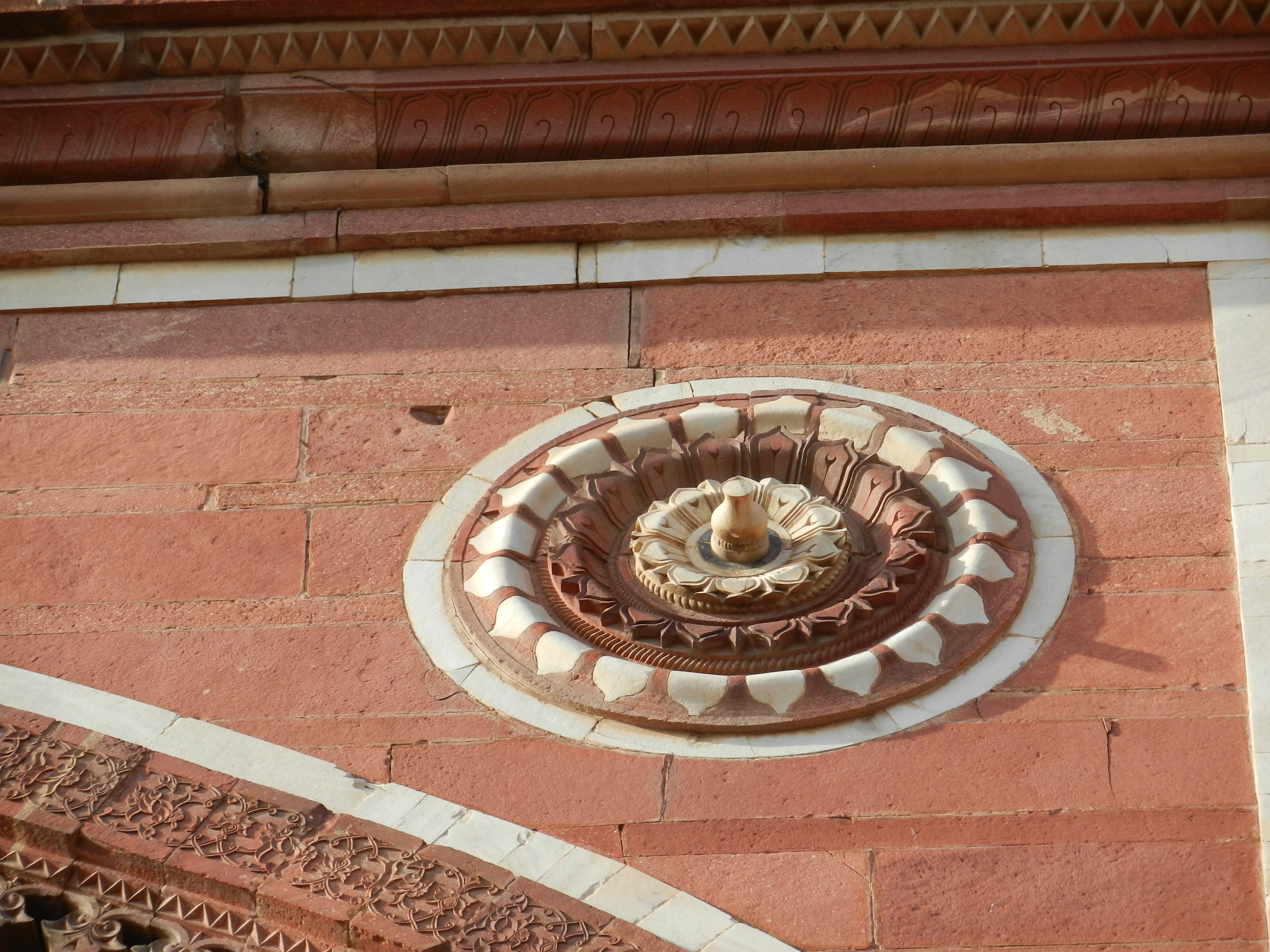
Detalle de uno de los rosetones presentes en las enjutas del arco principal.

Buland Darwaza está construida en arenisca de colores rojo y ocre, y decorada con mármol blanco y negro. Es simétrica y está coronada por grandes quioscos o chhatris. También tiene otros quioscos más pequeños que forman la galería que recorre el borde de la azotea, estilizadas almenas, pequeñas agujas e incrustaciones en mármol blanco y negro. En el exterior, un largo tramo de escaleras sube la pequeña colina sobre la que se encuentra la puerta, lo que hace que parezca más alta: tiene cuarenta metros de altura y cincuenta y cuatro metros desde el nivel del suelo.
Tiene una planta semioctogonal y dos alas más bajas de tres plantas a cada lado. Tiene tres quioscos en su cima rodeados por trece quioscos más pequeños. Hay torretas más pequeñas rodeando la puerta.
La fachada de la puerta está interrumpida por hornacinas arqueadas, pequeñas chhatris e incrustaciones de mármol. El arco principal se encuentra en el centro y está coronado por una cúpula; está dividido en tres niveles por filas de arcos más pequeños y soportes planos.
La gran puerta en sí es sencilla. Pueden apreciarse los tres paneles horizontales de piedra pulida que se encuentran en Badshahi Darwaza. Las enjutas lisas de arenisca roja están enmarcadas por un ornamento floral incrustado en mármol banco, y tienen en su centro un rosetón plano. En la superficie bajo el arco hay un ornamento grande, pero pequeño y delicado cuando se ve desde abajo. Dos piezas se han roto del lado izquierdo y ocho del lado derecho. El arco tiene tres aperturas reales bordeadas por paneles decorativos y superpuestas a otras tres aperturas arqueadas coronadas por una semicúpula.

### Inscripciones

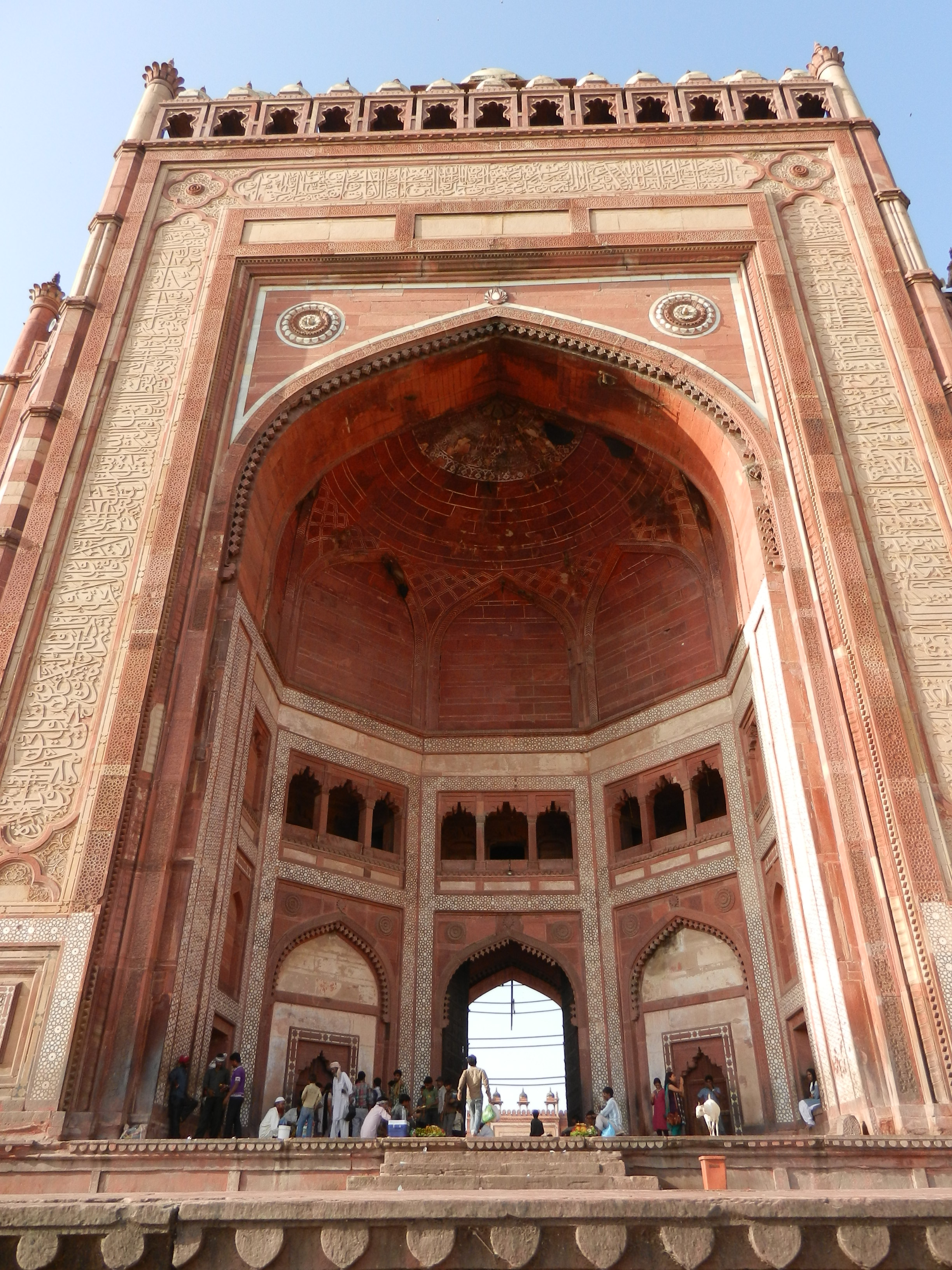
El arco principal.

Una inscripción persa en el arco este de Buland Darwaza recuerda la conquista de Akbar de Uttar Pradesh y la victoria sobre Guyarat en 1573. Una inscripción en la cara central de Buland Darwaza describe la apertura religiosa de Akbar.
En la puerta principal hay una inscripción islámica escrita en persa que reza «Isa (Jesús), hijo de María dijo: "El mundo es un puente, pasa por él, pero no construyas ninguna casa sobre él. Aquel que espera un día puede esperar la eternidad, pero el mundo solo dura una hora. Empléalo en oración porque el resto es invisible"». Jesús estaba aconsejando a sus seguidores que no consideraran el mundo como una casa permanente.
A lo largo de la cima están inscritos versos del Corán en el estilo caligráfico Naskh, que fueron dibujados por Khwaja Hussain Chishti, discípulo del jeque Salim Chishti.